# Codeceda
Codeceda is een plaats (freguesia) in de Portugese gemeente Vila Verde en telt 212 inwoners (2001).